# Rainer Maria Ehrhardt
Rainer Maria Ehrhardt (* 14. Februar 1948) ist ein deutscher Rundfunksprecher, Journalist und Moderator.

## Beruflicher Werdegang
Nach dem Abitur 1967 an der Kaiserin-Friedrich-Schule (heute: Kaiserin-Friedrich-Gymnasium) in Bad Homburg studierte Ehrhardt bis 1969 Elektrotechnik in Darmstadt und anschließend bis 1971 Betriebswirtschaftslehre an der Johann Wolfgang Goethe-Universität Frankfurt am Main.
Nach einer kurzen Tätigkeit als Kontaktassistent in einer Werbeagentur wurde er 1972 Produktionsassistent bei CBS und 1973 Produktionsassistent bzw. Produktionsleiter bei Bellaphon Records. 1975/76 leistete er seinen Zivildienst in Oberursel. Anschließend war er bis 1982 freier Mitarbeiter bei Frank Farian. Daneben war er 1981/82 Moderator bei Radio Luxemburg und von 1982 bis 1995 Moderator beim Hessischen Rundfunk. Von 1990 bis 2015 war er als Off-Sprecher beim ZDF, bei 3sat und bei ARTE tätig. Zudem war er seit 2002 Off-Sprecher verschiedener Sendungen bei Sat.1, Kabel eins und VOX (unter anderem Planetopia, Dogs with Jobs und Helden der Kreisklasse).
Des Weiteren war er als Stationvoice beim rbb auf Antenne Brandenburg zu hören. Von 1992 bis 2004 sprach er als Erzähler einige Animationsfilme und Hörspiele von Dingo Pictures. Von 2007 bis 2015 war er die Stimme der Persil-Fernsehwerbung. Seit 2013 bis Mitte Juni 2021 war er die Senderstimme von MDR Sachsen – Das Sachsenradio.

## Weitere Tätigkeiten
Seit 1966 ist Ehrhardt als DJ tätig. Seit 1971 gehört er der GEMA an. Von 1971 bis 1974 war er Keyboarder der Band The Cleftons. 1973 bis 1976 war er Bandleader von Funky Family. 1971 bis 1984 und seit 2005 ist Ehrhardt Mitglied der Volksbühne Bad Homburg, seit 2007 auch im Vorstand, seit 2015 Erster Vorsitzender. Hier arbeitet er regelmäßig als Schauspieler und Regisseur. 1997 war er Gründungsmitglied der Vereinigung Deutscher Sprecher und von 2006 bis 2016 deren Erster Vorsitzender. 2006 gründete er zudem den Hörbuchverlag RME-audiobooks. Ehrhardt betreibt auch seit 2004 im Internet die Sprechervermittlung WorldWideVoices. Er leitet ein eigenes Ton-, Video- und Musikstudio in Friedrichsdorf, das 2020 nach Bad Homburg umgezogen ist. Weiterhin schreibt er seit vielen Jahren über seine Reisen in aller Welt. 
Ehrhardt ist geschieden und hat zwei Söhne (* 1980 und * 1984).